# Team West-Tec
Team West-Tec is een autosportteam uit Corby, Engeland, opgericht door Gavin Wills en John Miller.

## Geschiedenis
In 2007 werd West-Tec het eerste Britse team dat deelnam aan het Spaanse Formule 3-kampioenschap. Het won met Christian Ebbesvik als coureur direct de Copa-klasse met zeven overwinningen. In 2008 maakte Ebbesvik de overstap naar het hoofdkampioenschap en won twee races op het Valencia Street Circuit (in het voorprogramma van de Formule 1) en het Circuito Permanente de Jerez, maar door mindere resultaten in de andere races eindigde hij slechts als tiende in het kampioenschap.
In 2009 won het team met Ebbesvik één race in de hernoemde Europese F3 Open op Donington Park, waarmee hij zesde werd in de eindstand. Daarnaast won Callum MacLeod zeven races in de Open-klasse en het kampioenschap. Daarnaast debuteerde West-Tec in het Britse Formule 3-kampioenschap met Max Snegirev als enige vaste coureur, die vierde werd in de nationale klasse.
In 2010 won MacLeod drie races in het hoofdkampioenschap van de F3 Open en werd achter Marco Barba tweede in het kampioenschap, terwijl Victor Corrêa met één overwinning twaalfde werd. Het team reed niet meer fulltime in het Britse kampioenschap, maar zette wel een auto in tijdens enkele raceweekenden voor Luiz Razia en Juan Carlos Sistos.
In 2011 won West-Tec vier races in de F3 Open, verdeeld tussen Corrêa (tweemaal), Fabio Gamberini en Fahmi Ilyas. Daarnaast won Gamberini tien races in de Copa-klasse en werd kampioen. Ook het team zelf won voor het eerst het teamskampioenschap. In het Britse kampioenschap reed het team slechts één raceweekend, waarbij Luca Orlandi op de Rockingham Motor Speedway een overwinning behaalde in het rookiekampioenschap.
In 2012 wist West-Tec de successen van 2011 niet door te zetten, waarbij in de F3 Open enkel Sam Dejonghe één race won op de Nürburgring, waarmee hij vijfde werd in het kampioenschap.
In 2013 won Ed Jones zes races in de F3 Open, terwijl Nelson Mason er drie won. Jones werd kampioen met Mason op de derde plaats. In het teamskampioenschap kwam West-Tec twee punten tekort op RP Motorsport om kampioen te worden. Ook keerde het terug in het Britse kampioenschap, waarin Jones vijf races won in de nationale klasse, terwijl Chris Vlok ook één overwinning behaalde. Zij eindigden respectievelijk als derde en tweede in deze klasse.
In 2014 nam het team voor het eerst deel aan het Europees Formule 3-kampioenschap en zette het Félix Serrallés in de eerste auto, terwijl Hector Hurst en Andy Chang de tweede auto deelden. In de F3 Open, inmiddels hernoemd naar Euroformula Open, won het geen races, maar eindigden Yarin Stern en Tanart Sathienthirakul als vijfde en zevende in de eindstand.
In 2015 reed het team met Fabian Schiller en Raoul Hyman in de Europese Formule 3, die respectievelijk 2 en 14,5 punten behaalden. In de Euroformula Open reed het team opnieuw met Sathienthirakul en Stern, die opnieuw geen races wonnen maar wel als vierde en vijfde in het kampioenschap eindigden.